# Stuart Castro
Stuart Castro (Fortaleza), é um político brasileiro, filiado ao AVANTE. Nas eleições de 2022, foi eleito deputado estadual pelo CE.